# MI19
L'MI19 era una sezione della Military Intelligence britannica, dipendente dal War Office. Durante la Seconda guerra mondiale è stata responsabile per l'ottenimento di informazioni dai prigionieri di guerra nemici.
È stata originariamente creata nel dicembre 1940 come MI9a, una sotto-sezione dell'MI9. Un anno dopo, nel dicembre 1941, è diventata un'organizzazione indipendente, anche se ancora strettamente associata con la controllante.
L'MI19 aveva il suo Combined Services Detailed Interrogation Centre (CSDIC) a Beaconsfield, Wilton Park, Latimer, oltre ad altri centri all'estero. A partire dal 1940, tramite microfoni nascosti l'MI19 ha registrato conversazioni tra ufficiali tedeschi (tra cui Wilhelm Ritter von Thoma, Ludwig Crüwell, Friedrich von Broich e Dietrich von Choltitz) tenuti comodamente prigionieri a Trent Park nel North London; molti importanti segreti sono stati appresi grazie a questo sforzo. L'MI19 gestiva anche un centro per gli interrogatori a Kensington Palace Gardens, Londra, comandato dal tenente colonnello Alexander Scotland (Ordine dell'Impero Britannico, OBE), noto come London Cage. È stato oggetto di relazioni persistenti di torture da parte dei prigionieri confinati lì, che comprendevano sospettati di crimini di guerra delle SS e della Gestapo detenuti nella struttura dopo la guerra.